# Moschea Faysal
La moschea Fayṣal a Islamabad è la più grande moschea in Pakistan e nell'Asia meridionale e una delle più grandi moschee del mondo.
La moschea Fayṣal è stata concepita come la moschea nazionale del Pakistan. Ha una superficie coperta di 54.000 metri quadrati. Può ospitare 10.000 fedeli nella sala di preghiera principale, 24.000 nel portico, 40.000 nel cortile ed altri 200.000 in un terreno adiacente.
Ognuno dei quattro minareti della moschea è di 80 m (i più alti minareti nell'Asia meridionale) e ha una circonferenza di 10 per 10 metri.
La moschea Fayṣal prende il nome dal defunto re Fayṣal bin ʿAbd al-ʿAzīz dell'Arabia Saudita che ha sostenuto e finanziato il progetto.

## Storia
L'impulso per la moschea ha avuto inizio nel 1966, quando il defunto re Fayṣal bin ʿAbd al-ʿAzīz ha sostenuto l'iniziativa del governo pakistano di costruire una moschea nazionale ad Islamabad durante una visita ufficiale in Pakistan.
Nel 1969 si è tenuto un concorso internazionale, in cui architetti provenienti da 17 paesi hanno presentato 43 proposte. Dopo quattro giorni, è stato scelto l'architetto turco Vedat Dalokay. La costruzione della moschea ha avuto inizio nel 1976 ad opera della Costruzione nazionale del Pakistan, guidata da ʿAzīm Khān e sostenuta dal governo dell'Arabia Saudita per una cifra di 130 milioni di riyāl sauditi (circa 120 milioni di dollari di oggi).
Il re Fayṣal bin ʿAbd al-ʿAzīz è stato determinante nel finanziamento, e sia la moschea che la strada che vi conduce sono state intitolate a lui dopo il suo assassinio, avvenuto nel 1975. La moschea è stata completata nel 1986 e viene usata anche per ospitare l'Università internazionale islamica.
Molti musulmani conservatori hanno criticato il progetto per il suo design e per la mancanza della struttura a cupola tradizionale, ma tutte le critiche sono state messe a tacere dalle dimensioni della moschea.

## Posizione
La moschea Fayṣal domina l'orizzonte della capitale del Pakistan, Islamabad. Si trova a nord di Faisal Avenue, a nord della città ed ai piedi delle colline Margalla, Himalaya occidentale.

## Progettazione a architettura
La moschea Fayṣal è opera dell'architetto turco Vedat Dalokay, che ha vinto l'Aga Khan Architectural Award con questo progetto. La progettazione della moschea rappresenta una novità e somiglia ad una tenda dei beduini arabi, con la sua grande sala di preghiera triangolare ed i quattro minareti. Tuttavia, a differenza del design tradizionale di una moschea, manca la cupola. I minareti hanno preso in prestito il loro design dalla tradizione turca. L'interno della sala di preghiera è composto da un lampadario molto grande e le pareti sono decorate con mosaici e calligrafia del famoso artista pakistano Sadequain. Il mosaico decora la parete ovest. L'architettura della moschea rappresenta una deviazione della lunga storia dell'architettura islamica dell'Asia meridionale. È uno degli esempi più importanti di architettura islamica moderna nel mondo.

## Riferimenti nella letteratura
La moschea Fayṣal è stata descritta nel libro: "Il cacciatore di aquiloni" di Khaled Hosseini.